# تياترو ريال
المسرح الملكي هو دار أوبرا في مدريد، إسبانيا. يقع في ساحة بلازا دي أورينتي، مقابل القصر الملكي، ويعرف شعبيا باسم " إل ريال " (الملكي). تعتبر المؤسسة الأبرز للفنون المسرحية والموسيقية في البلاد وأحد أعرق دور الأوبرا في أوروبا.
بدأ العمل في بناء المسرح الملكي في 23 أبريل 1818، في عهد الملك فرديناند السابع ، وافتتحته ابنته الملكة إيزابيلا الثانية رسميًا في 19 نوفمبر 1850. تم إغلاقه في عام 1925 بسبب الأضرار التي لحقت بالمبنى وأعيد افتتاحه في 13 أكتوبر 1966 كقاعة للموسيقى السيمفونية. وفي عام 1991، خضع لأعمال تجديد وترميم كبرى، وأعيد افتتاحه أخيرًا كدار للأوبرا في 11 أكتوبر 1997. تبلغ مساحتها الأرضية 78,210 متر مربع (841,800 قدم2) وتبلغ الطاقة الاستيعابية القصوى 1,958 مقعدًا.
منذ عام 1995، يتم إدارة المسرح من قبل مؤسسة عامة يمثل في مجلس أمنائها وزارة الثقافة في حكومة إسبانيا وحكومة مجتمع مدريد ومجلس مدينة مدريد.
بالإضافة إلى برنامجها السنوي المنتظم من الأوبرا والرقص والحفلات الموسيقية والعروض الموسيقية، استضاف المسرح فعاليات خاصة أخرى طوال تاريخه، مثل مسابقة الأغنية الأوروبية الرابعة عشرة في عام 1969، وجوائز غويا الخامسة والعشرين في عام 2011 أو السحب الخاص بعيد الميلاد لليانصيب الوطني منذ عام 2012. حصلت الأوبرا الملكية على جائزة "شركة الأوبرا لهذا العام" في حفل توزيع جوائز الأوبرا الدولية 2020/21. تم إدراج المبنى ضمن قائمة معلم تراثي ذو أهمية ثقافية منذ عام 1993.

## تاريخ

#### خلفية
كان مسرح كانيوس ديل بيرال السابق مسرحًا تم بناؤه فوق مسرح كوميدي سابق، وتم افتتاحه في عام 1738 في عهد الملك فيليب الخامس. وقد حصل على اسمه من نافورة قنوات شجرة الكمثرى القريبة. تم هدم المسرح في عام 1817 لإفساح المجال للمسرح الملكي الحالي.

#### السنوات المبكرة
تأسس المسرح الحالي على يد الملك فرديناند السابع عام 1818. وبعد أكثر من ثلاثة عقود من التخطيط والبناء، صدر مرسوم ملكي في 7 مايو 1850 يقضي باستكمال بناء المسرح فورًا، وتم الانتهاء من أعمال البناء في غضون خمسة أشهر. افتُتح المسرح الذي يقع أمام القصر الملكي، مقر العائلة المالكة، في 19 نوفمبر 1850 بحضور الملكة إيزابيلا الثانية، وشهد العرض الأول لأوبرا مفضلة لديها.
أصبح مسرح مدريد سريعًا من بين أشهر دور الأوبرا في أوروبا، مستضيفًا على مدى خمسة عقود أبرز المطربين والملحنين. في الفترة المبكرة، شهد المسرح حضور أسماء بارزة مثل ألبوني، فريزوليني، ماريتا جازانيجا، وجوليا جريسي. وفي عام 1863، حضر الملحن جوزيبي فيردي العرض الأول لأوبراه الإسبانية "قوة القدر". في ذروة نشاطه خلال أواخر القرن التاسع عشر، قدم المسرح عروضًا لفنانين عالميين مثل أديلايد بورغي وأديلينا باتي. وفي عام 1917، استضاف المسرح عروض فرقة الباليه الروسية بحضور نيجينسكي وسترافينسكي..

#### كقاعة للحفلات الموسيقية
في ديسمبر 1925، صدر أمر ملكي بوقف أنشطة المسرح بسبب الأضرار التي ألحقها مشروع بناء مترو مدريد بالمبنى. بدأت الحكومة في عملية ترميم شاملة، وأصدرت تعليمات بتنفيذ عدة مشاريع لتجديده، منها مشروع للمهندس أنطونيو فلوريز أوردابيليتا الذي اقترح إعادة تصميم المبنى بشكل كبير. لكن اندلاع الحرب الأهلية وما تبعها من صعوبات مالية حال دون إكمال هذه المشاريع، مما أدى إلى تنفيذ عمليات ترميم محدودة. هذه الأعمال أشرف عليها معهد خوان مارش، وقام بتنفيذها في البداية المهندس مانويل جونزاليس فالكارسيل، ثم استكملها لاحقًا المهندسان ميغيل فيردو بلمونتي وفرانسيسكو رودريجيز بارتيارويو.
أعيد افتتاح المسرح في 13 أكتوبر 1966 كقاعة للحفلات الموسيقية، وأصبح الموقع الرئيسي لعروض الأوركسترا الوطنية الإسبانية وأوركسترا السيمفونية. احتُفل بإعادة الافتتاح بحفل للأوركسترا الوطنية الإسبانية بقيادة رافائيل فروبيك دي بورغوس، تضمن عزف السيمفونية التاسعة لبيتهوفن بالتعاون مع أورفيون دونوستيارا، بالإضافة إلى عمل "هوميناجيس" لمانويل دي فالا. أُغلق المسرح لاحقًا للتجديدات بعد إقامة آخر حفل للأوركسترا الوطنية الإسبانية في 13 أكتوبر 1988.
في فترات مختلفة بين عامي 1867 و1925، ومن 1966 إلى 1990، استضاف المسرح الملكي أيضًا المعهد الموسيقي الملكي في مدريد والكلية الملكية العليا للفنون المسرحية..

#### إعادة البناء[20]
ابتداءً من 2 يناير 1991، بدأ تجديد المسرح لاستعادة وظيفته الأصلية كدار أوبرا. اكتمل البناء في أواخر عام 1995، ثم تلت ذلك عمليات تنظيم تقني وإداري وفني لتحضير المسرح للعمل. اُفتتح رسميًا من قبل الملك خوان كارلوس الأول والملكة صوفيا في 11 أكتوبر 1997.
تضمن برنامج الافتتاح عرض أوبرا "قبعة ذات ثلاث زوايا" والحياة القصيرة للمؤلف مانويل دي فالا، وتبعها مباشرة العرض الأول عالميًا لأوبرا "كلمات إلهية" للمؤلف أنطون غارسيا أبريل، التي تم تكليفها خصيصًا لهذه المناسبة، وشارك فيها بلاسيدو دومينغو ضمن فريق العمل..
استندت عملية إعادة التصميم على الطراز الكلاسيكي القديم لدار الأوبرا مع بعض التحديثات الأساسية التي تركت العديد من المقاعد دون رؤية المسرح. تتمتع نسبة كبيرة من المقاعد برؤية محدودة أو معدومة للمسرح، ويتم عرض بث مباشر للأوبرا والباليه على الجدران الجانبية العلوية للمسرح حتى يتمكن الجمهور بأكمله من متابعة الأداء بغض النظر عن وجهة نظرهم للمسرح. تبلغ مساحة المسرح 78,210 متر مربع (841,800 قدم2) ، مع مسرح بمساحة 1,430 متر مربع (15,400 قدم2) وسعة قصوى، اعتمادًا على حفرة الأوركسترا ، تبلغ 1958 مقعدًا. 

## الإنتاجات
يقدم المسرح حوالي سبعة عشر عنوانًا للأوبرا واثنين أو ثلاثة عروض باليه رئيسية في الموسم السنوي، من سبتمبر إلى يوليو، سواء من إنتاجاته الخاصة أو إنتاجاته المشتركة مع دور الأوبرا الكبرى الأخرى في الخارج، بالإضافة إلى الحفلات الموسيقية والاستعراضات.
تشمل أشهر عروض الأوبرا في المسرح الملكي أعمالاً خالدة مثل "ريجوليتو" لفيردي، التي قُدمت في 409 عروض، تليها "عايدة" بـ378 عرضًا، وإل تروفاتور بـ356 عرضًا. كما شهد المسرح إقبالًا كبيرًا على عملين لمايربير، هما L'Africaine بـ268 عرضًا وLes Huguenots بـ243 عرضًا، رغم أن الأول لم يُقدم منذ عشرينيات القرن العشرين ولم يعد جزءًا من الذخيرة الأساسية للأوبرا.أما أوبرا لوكريزيا بورجيا لدونيزيتي، فقد قُدمت حوالي 218 مرة منذ عرضها الأول على خشبة المسرح في عام 1919.

#### العرض الأول عالميا
بالإضافة إلى العرض العالمي الأول لأوبرا "كلمات إلهية" لأنطون غارسيا أبريل، نظمت الأوبرا الملكية ستة عشر عرضًا أوليًا لأعمال أوبرا عالمية منذ إعادة افتتاحها، وتشمل:
- "دون كيشوت" لكريستوبال هالفتر (2000)،
- "الآنسة كريستينا" للويس دي بابلو (2001)،
- "دولسينا" لموريسيو سوتيلو (2006)،
- "الرحلة إلى سيمورج" لخوسيه ماريا سانشيز فيردو (2007)،
- "فاوست بال" لليوناردو بالادا (2009)،
- "الصفحة البيضاء" لبيلار خورادو (2011)،
- "الأمريكي المثالي" لفيليب غلاس (2013)،
- "جبل بروكباك" لتشارلز وورينين (2014)،
- "الجمهور" لفيليب غلاس (2013)،
- "المدينة المرئية" لموريسيو سوتيلو (2015)،
- "مدينة الأفكار" لإيلينا ميندوزا (2017)،
- "إلبينتور" لخوان جيه كولومر (2018)،
- "أنا نرجسي" لراكيل غارسيا توماس (2019)،
- "ماري" لجيرمان ألونسو (2020)،
- "عبور" لخيسوس توريس (2021)،
- "رسام الرسائل" للويس دي بابلو (2022)،
- "الانقراض" لمجموعة سينور سيرانو (2022).

عرضت الشركة أيضًا أول عرض مسرحي كامل، مع مجموعات وسينوغرافيا، لفيلم ميرلين للمخرج إسحاق ألبينيز في عام 2003، بعد مرور 101 عام على اكتماله.

#### الذكرى المئوية الثانية
احتفلت فرقة المسرح الملكي بالذكرى المئوية الثانية لتأسيسها ببرنامج خاص امتد من عام 2016 إلى عام 2018. كان من بين العروض المميزة أوبرا "البوريتانيون" لبيليني، التي قُدمت كإنتاج مشترك مع مسرح سانتياغو البلدي في تشيلي. تم بث عرض هذا العمل في يوليو 2016 عبر صفحة المسرح الملكي على فيسبوك، مما يمثل خطوة نحو توسيع نطاقه من خلال الخدمات الرقمية.
كما نُقل الحدث إلى عدة أماكن عامة، وأصبح موضوعًا شائعًا على تويتر على المستوى الوطني. وقدمت الفرقة، بما في ذلك الأوركسترا والجوقة، نفس الإنتاج في أغسطس 2017 خلال مهرجان أوبرا سافونلينا، مما يعكس الطابع العالمي لعروضها.

## شركة
منذ عام 1998، أصبحت أوركسترا مدريد السيمفونية الفرقة المقيمة في مسرح تياترو ريال. يشغل جوان ماتابوش حاليًا منصب المدير الفني، وهو المدير السابق لمسرح غران تياترو ديل ليسيو في برشلونة. أما المدير الموسيقي الحالي للشركة فهو إيفور بولتون، الذي تولى هذا المنصب منذ عام 2015. ويضم قادة الفرق الموسيقية الضيوف الرئيسيين حاليًا بابلو هيراس كاسادو ونيكولا لويسوتي. من المقرر أن يتنحى بولتون عن منصبه كمدير موسيقي مع نهاية موسم 2024-2025. وفي يوليو 2022، أعلنت الشركة عن تعيين جوستافو جيمينو كمدير موسيقي جديد، اعتبارًا من موسم 2025-2026، بموجب عقد أولي يمتد لخمس سنوات.

## الأحداث الخاصة
شهد المسرح الملكي استضافة العديد من الأحداث البارزة على مدار تاريخه. في 29 مارس 1969، استضاف المسرح مسابقة يوروفيجن للأغاني، التي نظمتها قناة التلفزيون الإسبانية، وتضمنت تصميمًا فنيًا مميزًا على خشبة المسرح من إبداع الفنان الإسباني السريالي.
في 13 فبراير 2011، أقيم في المسرح حفل توزيع جوائز غويا الخامس والعشرين، الذي تنظمه أكاديمية الفنون والعلوم السينمائية الإسبانية. ومنذ عام 2012، أصبح المسرح يحتضن قرعة عيد الميلاد الخاصة باليانصيب الوطني، والتي تُعقد في 22 ديسمبر من كل عام.

## جولات في المبنى
يقدم دار الأوبرا يوميًا أنواعًا مختلفة من الجولات الإرشادية، والتي تستغرق ما بين 50 إلى 90 دقيقة وتُقدم بمختلف اللغات. وهذا يتيح للجمهور الفرصة للتعرف على المبنى، بما في ذلك منطقة المسرح وورش العمل وأماكن التدريب.

## الخلافات

#### إلغاء شين يون
في عام 2019، خطط المسرح الملكي لتقديم عدة عروض لفرقة الرقص الأمريكية شين يون، حيث باع حوالي 900 تذكرة. مع ذلك، أُلغيت هذه العروض. بررت إدارة المسرح القرار بوجود مشاكل فنية، لكن تسجيلاً صوتيًا للسفير الصيني في مدريد آنذاك، لو فان، كشف أنه ضغط على إدارة المسرح وأصدر توجيهات بإلغاء الحدث.

#### إجراءات كوفيد-19
في عام 2020، ألغى المسرح عرض أوبرا كرة في قناع وسط صيحات الاستهجان من الجمهور بسبب عدم وجود مسافة أمان في المكان. اشتكى عدد من الحضور من نقل بعض الحضور من مقاعد الآلهة وازدحام الحضور مقارنة ببقية المناطق. وأكدت الشرطة لاحقا أن الطاقة الاستيعابية كافية للقيود التي فرضها فيروس كورونا المستجد. وزعم المسرح أن أقل من 50 بالمائة من التذاكر قد تم بيعها.